# Stanisław Ceberek
Stanisław Ceberek (ur. 5 stycznia 1927 w Dębach, zm. 5 marca 2009 w Ostrołęce) – polski polityk, rolnik i społecznik, działacz kurpiowski, poseł na Sejm PRL IV i V kadencji, senator III kadencji.

## Życiorys
Był synem Bolesława i Marianny z Deptułów. Gdy był małym dzieckiem, wraz z rodzicami przeprowadził się do Wykrotu. Uczęszczał do szkoły podstawowej w Dębach. W okresie II wojny światowej jako trzynastolatek przebywał na robotach przymusowych w Prusach Wschodnich, skąd kilka razy uciekał. Po wojnie pracował z ojcem w liczącym około 20 hektarów gospodarstwie rolnym. Zasadniczą służbę wojskową odbył na Śląsku w ramach brygad „Służby Polsce”. Po jej ukończeniu wraz z żoną Zofią z Kulasów prowadził gospodarstwo rolne. Mieli czwórkę dzieci: Stefana (proboszcza parafii w Porządziu), Stanisława, Czesława oraz syna, który zmarł wkrótce po urodzeniu. W latach 40. kształcił się w liceum ogólnokształcącym w Ostrołęce, a w latach 60. w Ełku, nie ukończył jednak szkoły średniej.
Zaangażowany w popularyzację kultury kurpiowskiej. Był organizatorem i kierownikiem Zespołu Pieśni i Tańca „Kurpie Leśne” z Wykrotu, w którym śpiewały jego żona i teściowa. Występował w licznych konkursach gawędziarskich. Wielokrotnie pełnił funkcję starosty bartnego na „Miodobraniu Kurpiowskim” w Myszyńcu. Należał do założycieli Towarzystwa Rozwoju Ziemi Kurpiowskiej, którym kierował przez dwie kadencje. W czasie pielgrzymki Jana Pawła II do Polski w 1991 witał papieża w gwarze kurpiowskiej, wręczając mu kurpiowski chleb. Napisał m.in. książki Chciołem wom to poziedzieć – słówka i gadki kurpiowskie, To jest zdrada stanu oraz Dzieje Ziemi Kurpiowskiej i ludu kurpiowskiego. Był członkiem Stowarzyszenia Twórców Ludowych, przez jedną kadencję pełnił funkcję wiceprzewodniczącego zarządu głównego tej organizacji.
Działał w Związku Młodzieży Polskiej i Związku Młodzieży Wiejskiej, a także w GS „Samopomoc Chłopska”. Od 1961 był członkiem Zjednoczonego Stronnictwa Ludowego, potem należał do Polskiego Stronnictwa Ludowego. Był prezesem wojewódzkiego komitetu ZSL w Ostrołęce. Zasiadał w radach narodowych: gromadzkiej w Wykrocie (w latach 1958–1968 jako przewodniczący), powiatowej (1956–1958) i wojewódzkiej (1976–1984) w Ostrołęce. Był członkiem zarządu krajowego Frontu Jedności Narodu i członkiem rady Wojewódzkiego Związku Spółdzielni Rolniczych w Warszawie. W latach 1965–1972 przez dwie kadencje sprawował mandat posła na Sejm PRL z ramienia ZSL, był m.in. wiceprzewodniczącym Komisji Komunikacji i Łączności. W latach 80. należał do „Solidarności”. W latach 1993–1997 wykonywał mandat senatora III kadencji, wybranego z ramienia Polskiego Stronnictwa Ludowego w województwie ostrołęckim. Zasiadał w Komisji Spraw Emigracji i Polaków za Granicą oraz w Komisji Gospodarki Narodowej. Bez powodzenia kandydował jako niezależny w kolejnych wyborach w 1997 i 2001. W 2005 zarejestrował swój komitet wyborczy w wyborach prezydenckich, nie zdołał jednak uzbierać wymaganej liczby podpisów.
Został pochowany na cmentarzu parafialnym w Myszyńcu.

## Odznaczenia i wyróżnienia
Odznaczony m.in. Krzyżem Oficerskim Orderu Odrodzenia Polski, Złotym Krzyżem Zasługi, Odznaką 1000-lecia Państwa Polskiego, odznaczeniami za zasługi dla pożarnictwa oraz Odznaką „Zasłużony Działacz Kultury”. W 2002 otrzymał Nagrodę Prezesa Związku Kurpiów „Kurpik” w kategorii „działalność publiczna”.